# زنجیر (فیلم ۱۹۷۳)
زنجیر ([Chains] Error: {{Lang-xx}}: متن دارای نشانه‌گذاری ایتالیک است (راهنما)) فیلمی در ژانر درام است که در سال ۱۹۷۳ منتشر شد. از بازیگران آن می‌توان به آمیتاب باچان، جایا باچان، پران، اوم پراکاش، و بیندو اشاره کرد.